# San Benedetto Belbo
San Benedetto Belbo es una localidad y comune italiana de la provincia de Cuneo, región de Piamonte, con 190 habitantes.

## Evolución demográfica
| Gráfica de evolución demográfica de San Benedetto Belbo entre 1861 y 2001 |
|                                                                           |
| Fuente ISTAT - elaboración gráfica de Wikipedia                           |